# Операція «Сейф гейвен»
Операція «Сейф гейвен» (англ. Operation Safe Haven «операція „безпечне пристановище“») — операція Корпусу морської піхоти США, яка полягала у переселенні після Угорської революції 1956 до Сполучених Штатів від 15 570 до 21 000 угорських біженців із загальної їх чисельності 200 000 осіб. Повітряний міст із метою їх евакуації було утворено за розпорядженням Дуайта Д. Ейзенхауера 10 грудня 1956 року, що стало реакцією у рамках холодної війни на радянське придушення угорського повстання. Це був спільний захід бази ВПС США «Боллінг», Військової авіатранспортної служби США, Військово-морських сил США та різних комерційних повітряних перевізників.
1 січня 1957 року транспортні літаки 1608-го авіатранспортного загону з бази ВПС «Чарльстон» (Південна Кароліна) і 175 літаків 1611-го авіатранспортного загону з бази ВПС «Мак-Гваєр» (Нью-Джерсі) під керівництвом командира тактичної групи повітряних перевезень генерал-майора Джорджа Б. Дані перемістили у Сполучені Штати 9700 біженців. На додачу до транспортних літаків, з 18 грудня 1956 року по 14 лютого 1957 року кораблі Командування військово-морських перевезень США («USNS Eltinge», «Haan», «Marine Carp», і «Woker») перевезли 8944 біженці з Бремергафена (Західна Німеччина) в Нью-Йорк. Коли ці втікачі дісталися американських берегів, Міністерство праці США взяло їх на облік згідно з їхніми кваліфікаціями.